# Armstrong (Missouri)
Armstrong és una població dels Estats Units a l'estat de Missouri. Segons el cens del 2000 tenia 287 habitants.

## Demografia
Segons el cens del 2000, Armstrong tenia 287 habitants, 115 habitatges, i 77 famílies. La densitat de població era de 131,9 habitants per km².
Dels 115 habitatges en un 32,2% hi vivien nens de menys de 18 anys, en un 47% hi vivien parelles casades, en un 13,9% dones solteres, i en un 33% no eren unitats familiars. En el 30,4% dels habitatges hi vivien persones soles el 13,9% de les quals corresponia a persones de 65 anys o més que vivien soles. El nombre mitjà de persones vivint en cada habitatge era de 2,5 i el nombre mitjà de persones que vivien en cada família era de 3,05.
Per edats la població es repartia de la següent manera: un 30% tenia menys de 18 anys, un 7% entre 18 i 24, un 25,4% entre 25 i 44, un 17,4% de 45 a 60 i un 20,2% 65 anys o més.
L'edat mediana era de 35 anys. Per cada 100 dones de 18 o més anys hi havia 91,4 homes.
La renda mediana per habitatge era de 24.167 $ i la renda mediana per família de 27.500 $. Els homes tenien una renda mediana de 19.250 $ mentre que les dones 25.000 $. La renda per capita de la població era de 13.055 $. Entorn del 9% de les famílies i el 16,5% de la població estaven per davall del llindar de pobresa.

## Poblacions més properes
El següent diagrama mostra les poblacions més properes.